# Parophonus hispanus
Parophonus hispanus é uma espécie de insetos coleópteros pertencente à família Carabidae.
A autoridade científica da espécie é Rambur, tendo sido descrita no ano de 1838.
Trata-se de uma espécie presente no território português.